# 프릭스 (2002년 영화)
《프릭스》(영어: Eight Legged Freaks→다리 여덟 개 달린 괴물, 이전 제목 영어: Arac Attack)는 2002년에 공개된 미국의 괴수 코미디 공포 영화이다.

## 줄거리
작은 애리조나주 광산촌 프로스페리티 외곽에서 한 트럭 운전수가 토끼를 피하려고 급히 핸들을 꺾고, 그 바람에 트럭에서 유독성 폐기물 통이 연못에 떨어지면서 이야기가 시작된다. 열대 거미를 육성하는 조슈아 태프트는 자신의 거미들에게 이 연못에 서식하는 귀뚜라미를 먹이로 준다.
일주일 뒤 조슈아는 동네 아이 마이크에게 브라질산 암컷 무당거미 콘수엘라를 보여준다. 마이크가 떠난 후 조슈아는 탈출한 타란툴라에게 물리고, 그 과정에서 거미 사육장이 파손된다. 결국 조슈아는 거미들의 먹이가 되고, 귀뚜라미에 함유된 독소에 노출된 거미들은 거대하게 자라난다.
다시 일주일 뒤에 10년 전 죽은 아버지의 광산을 되찾으려는 크리스 매코믹이 마을로 돌아온다. 크리스는 이곳 광산에 금광맥이 있다고 했던 아버지의 주장을 지지하며, 광산 매각을 추진하는 시장 웨이드와 대립한다. 한편 크리스는 마을 보안관이자 마이크의 엄마인 샘 파커와 로맨스를 시작한다.
마이크는 거대해진 거미들을 발견하고 이를 알리지만 크리스와 샘은 마이크를 믿지 않는다. 마을 곳곳에서 거미들이 애완동물과 가축들을 납치하기 시작하자 괴짜 외계 생명 숭배자 할런 그리피스는 이를 외계인의 납치라고 주장하는 방송을 한다. 마이크의 누나 애슐리가 남자친구 브렛과 헤어진 후 브렛과 친구들은 깡충거미들에게 쫓기고, 무리에서 홀로 살아남아 광산에 갇힌 브렛은 거대해진 콘수엘라를 목격한다.
크리스는 친척 글레이디스가 거미에게 납치된 뒤 현장에 남겨진 거대한 거미 다리를 발견한다. 샘 역시 애슐리와 크리스가 거대 수컷 무당거미의 공격을 받는 모습을 보게 된다. 샘은 보안관보 피트에게 경찰서의 모든 총을 가져오라고 지시한다. 생존자들은 할런의 트레일러로 피신하여 라디오 방송을 통해 거미의 위험성을 알리려 하지만 거대한 타란툴라에게 공격을 받아 다시 도망친다.
마을 사람들은 거미 떼를 피해 쇼핑몰로 피신하고, 할런과 크리스는 옥상 라디오 안테나 기둥에 올라 군대에 구조 요청을 하지만 장난으로 치부된다. 결국 타란툴라가 쇼핑몰에 침입하고, 사람들은 지하로 대피한다. 웨이드는 사람들을 버려두고 혼자서만 광산으로 통하는 문을 통해 빠져나온 뒤 문을 대형 자물쇠로 잠구지만 결국 거미들에게 붙들린다.
사람들이 오도 가도 못하게 되었을 때 브렛이 지게차를 몰고 나타나 광산과 쇼핑몰을 연결하는 문을 부수고 애슐리와 화해한다. 광산 입구로 향하던 마을 사람들은 터널에서 메테인 가스 냄새를 맡는다. 크리스는 콘수엘라의 은신처에서 웨이드를 풀어준 뒤 글레이디스를 찾다가 아버지가 말했던 금광맥을 발견하지만 콘수엘라와 마주친다. 크리스는 향수로 콘수엘라를 혼란시키고, 브렛의 모터사이클을 타고 탈출하면서 글레이디스의 담배용 성냥을 이용하여 폭발을 일으켜 콘수엘라와 거미들을 소탕한다. 쇼핑몰은 파괴되고, 할런과 피트가 경찰과 도착한다.
크리스는 광산을 재개하고, 할런은 라디오 방송을 통해 마을 사람들이 사건을 은폐하기로 했지만 자신이 사건의 진상을 알리는 것은 막지 않고 있다고 말한다. 방송을 마친 할런이 웃자 그의 금니가 빛나는 장면으로 이야기는 끝을 맺는다.

## 출연진
- 데이비드 아켓 - 크리스토퍼 "크리스" 매코믹 역
- 카리 워러 - 서맨사 "샘" 파커 역
- 스콧 테라 - 마이클 "마이크" 파커 역
- 더그 E. 더그 - 할런 그리피스 역
- 스칼릿 조핸슨 - 애슐리 파커 역
- 릭 오버턴 - 피터슨 "피트" 윌리스 역
- 리언 리피 - 웨이드 역
- 맷 주크리 - 브렛 역
- 아일린 라이언 - 글레이디스 역
- 라일리 스미스 - 랜디 역
- 톰 누넌 - 조슈아 태프트 역 (크레디트 미기재)

## 우리말 녹음
SBS 성우진 (2006년 7월 8일)
- 성완경 - 크리스 매코믹(데이비드 아켓)
- 윤성혜 - 서맨사 파커(카리 워러)
- 이선호 - 마이크 파커(스콧 테라)
- 우정신 - 애슐리 파커(스칼릿 조핸슨)
- 임채헌 - 할런 그리피스(더그 E. 더그)
- 임수아 - 글레이디스(아일린 라이언)
- 한상덕 - 웨이드(리언 리피)
- 김용식 - 피트 윌리스(릭 오버턴)
- 이병식
- 지미애
- 김혜경
- 장호비
- 이상헌
- 박만영